# 橘郡風雲 (第一季)

第一季主要演員

玩酷世代（第一季）由2003年8月播至2004年5月，共有27集。因為FOX網路要播放美國職業棒球大聯盟決賽及世界大賽，故前7集（season zero）和後20集播放時間相隔43日。

## 客串角色（按出場序）
- Ashley Hartman（英语：Ashley Hartman） 飾演海莉（Holly Fischer），顧瑪莎和樂心瑪的好友，後來被發現和胡洛有染。她只演出六集。
- Bradley Stryker（英语：Bradley Stryker） 飾演歐程（前譯歐格雷）（Trey Atwood），歐華恩的親兄，只出現兩集。
- Daphne Ashbrook（英语：Daphne Ashbrook） 飾演歐黛（Dawn Atwood），歐華恩親母，在第一季出現兩集，及在第三集有少許演出。
- 莎蜜拉·阿姆斯壯 飾演安娜（Anna Stern），女版高申，本來只演出一集，後來應觀眾要求再多演出幾集。在第一季離開到匹茲堡，於第三季回來，在大學開放日裏與高申（及其朋友）碰頭。
- 邦妮·桑莫薇 飾演穎千（Rachel），高誠同事。
- 芭黎絲·希爾頓 飾演 Kate，一名學生，在洛杉矶的夜總會和高申有過短暫眼神接觸。
- 赵家玲 飾演金博士（Dr. Kim）（歐華恩及其他高中生就讀的）海港中學的校長。
- Navi Rawat（英语：Navi Rawat） 飾演翠莎（Theresa Diaz，歐華恩的前女友，於第三季中回來。
- Taylor Handley（英语：Taylor Handley） 飾演柴奧利（Oliver Trask），精神／情緒不穩定的青年，狂戀在心理治療診所遇見的顧瑪莎。
- Amanda Righetti（英语：Amanda Righetti） 飾演李凱莉（Hailey Nichol），高姬絲的妹妹，喜歡顧占美，最後前往東京開拓其時裝事業。
- 莎蓮·活莉 飾演顧琪麗（Kaitlin Cooper），顧瑪莎的妹妹，在第一季中出現六集。
- 艾瑞克·貝福 飾演艾迪（Eddie），翠莎的未婚夫，其有暴力傾向。
- Linda Lavin（英语：Linda Lavin） 飾演高素芬（Sophie Cohen），高誠的母親，是個專橫跋扈、惹人討厭的 "The Nana"。亦在第二季中出現過一集。
- Michael Nouri（英语：Michael Nouri） 飾演樂尼爾醫生（Dr. Neil Roberts），樂心瑪的父親。他在第三季有多一點的演出。
- 柯林·漢克斯 飾演 Grady Bridges，《谷中情》內的演員。
- 珍 演回自己，在李奇立和顧茱莉的婚禮中唱歌助興。
- Kim Oja 飾演 Taryn Baker，紐波特居民，被形容為「紐波特太太團（Newpsie）」成員之一。

## 重要情節
- 歐華恩出場及搬進高家、與顧瑪莎互有好感。
- 顧瑪莎和胡洛分手，胡洛隨後性格改變。
- 高申迷戀顧瑪莎好友樂心瑪，二人關係變得不同尋常。
- 顧占美的欺詐案曝光，促使顧茱莉跟他離婚。
- 高誠妒忌高姬絲（及她的舊情人顧占美）。
- 高誠由義務辯護律師轉職為私人執業律師，並對此行業不再抱任何幻想。
- 高誠及顧占美共同打理餐廳生意，但最後李奇立買下該餐廳的股份。
- 喜操縱他人的柴奧利欲帶走顧瑪莎，歐華恩竭力抗衡。
- 李奇立在生意上黑賬連連。
- 顧瑪莎沉迷酒精及毒品。
- 高申要從樂心瑪及安娜中二擇其一。
- 顧茱莉和胡洛發生短暫關係，前者之後嫁與李奇立，但被眾人懷疑只為錢而已。
- 翠莎（歐華恩前女友）因被其未婚夫虐待，故由家鄉奇諾逃至高家作短暫逗留。
- 高素芬（高誠母）暫住高家並宣佈患上末期癌症。
- 胡洛發現其父為同性戀者，及後胡家搬離奥兰治县（並離開此劇）。
- 外向、嬌生慣養及因一事無成而知名的李凱莉（高姬絲妹妹），搬進高家，和顧占美發展關係。

季末，事態發展達到了頂點。
- 李奇立和顧茱莉在簡單的儀式中舉行婚禮，但李奇立之後卻向高誠透露他面臨破產。
- 顧瑪莎和顧茱莉及李奇立一同居住，但此舉令她再次沉迷酒精。
- 顧占美和高誠合資的餐廳恐無開張之日。
- 樂心瑪父對高申沒有好感，令樂心瑪懷疑應否繼續和高申來往。
- 歐華恩發現翠莎懷有（懷疑是他的）骨肉，決定搬回奇諾照顧翠莎。
- 歐華恩離開後，心煩意亂的高申決定駛著他的帆船遠走。

## 另見
- The O.C. (第二季)
- The O.C. (第三季)